# Стивенсов закон
Стивенсов закон јесте психофизички закон који је извео и формулисао амерички психолог Стенли Смит Стивенс. Он је пронашао да је могуће, за разлику од класичне Фехнерове психофизике, организовати директно мерење психофизичких вредности. Под тим се подразумева да испитаник на основу једног субјективног доживљаја, као јединице, разврстава остале доживљаје. Овде се такође, не дискутују вредности стимулације, већ само места на ординати у психо-физичкој релацији.

## Стивенсов закон
Показало се да такви поступци мењају основну слику те релације, па је Стивенс, насупрот Фехнеровом логаритамском закону, открио експоненцијални закон. Овај Стивенсов закон представљен је формулом која показује однос између физичког и психичког:
{\displaystyle \psi (I)=k\Phi ^{n},}
где је Ψ субјективна процена доживљаја, k константа одређена избором времена, а Ф стимулација. Експонент n је нарочито важан - он је посебна карактеристика сваког чулног модалитета. На пример, за осетљивост на хладно он износи 1,00, за додир 1,10, за јачину звука (бинаурално) 0,60, за осетљивост на топло 1,60 итд.
Унутар психичког, сензорног континуума Стивенс разликује два континуума са посебним карактеристикама у психофизичкој релацији. Они стварно представљају два посебна механизма сензитивитета. То су протетички и метатетички континууми. Протетички континуум садржи одговоре на питање колико. У њему варирају сензације по интензитету, а заснован је на посебном физиолошком процесу адиције нервне ескцитације. Чини разврставање на питање „колико?” (дакле заснива се на количинском разликовању, и даје скале нееквидисталних јединица ЈНД). Протетички континуум дакле чине адитивни процеси(додавање или одузимање) где се добијају нелинеарне функције логаритамски или експоненцијално. На пример, могуће је разликовати промену притиска на неком делу коже: ако делујемо на исту тачку на неком делу коже, то јест на исти рецептор или исту групу рецептора, па појачавамо, у неким ситуацијама долази до адаптације(логаритамски), а ако активирамо тачку за бол притиском на једно место долази до сензитизације то јест појачане осетљивости (експоненцијално)
Метатетички континуум садржи одговоре на питања шта или где. У њему варирају сензације по квалитету и локалитету, а заснован је на посебном физиолошком процесу супстанције неуралне ексцитације. Метатетички континуум чине супстантивни процеси (промена места), где се добијају углавном линеарне функције. На пример, ако променљиво делујемо на различите делове коже прагови ће да расту са притиском линеарно.
Ова два психичка континуума имају различите метријске карактеристике и о томе треба водити рачуна при мерењу осетљивости. Стивенсове методе директног мерења могу се приказати матрицом 2х2 јер се разликују у два смера: у области која се процењује и у начину одговарања испитаника.
|                | Репродукција          | Нумеричка процена          |
| -------------- | --------------------- | -------------------------- |
| Фракционисање  | Репродукција фракције | Нумеричка процена фракције |
| Мултипликација | Репродукција умношка  | Нумеричка процена умношка  |

Први смер је фракционисање, односно трагање за односом "на-доле". Од задате једначине субјективне вредности (ткзв. модулус) траже се делови: 1/2, 1/3, 1/4...
Мултипликација значи да се од задате једначине субјективне вредности тражи умножак: 2х, 3х итд.
Други смер - репродукција значи да се испитаник не даје вербални одговор, већ репродукује (помоћу неког апарата) сензацију која ће бити у задатој релацији са модулусом (јединицом).
Нумеричка процена значи да испитаник даје нумерички (обично вербални) одговор - процену тренутног субјективног доживљаја у односу на модулус (јединицу).
Стивенсове методе директног мерења су једноставне за употребу, али на најопштијем плану треба бити опрезан јер су добијени резултати подложни различитим интерпретацијама. Остале технике мерења које припадају таласу неопсихофизике су превише сложене, или су варијанте Стивенсових идеја.